# Kazuhisa Kono
Kazuhisa Kono (河野 和久, Kono Kazuhisa) né le 30 décembre 1950 à Préfecture de Hiroshima au Japon est un footballeur japonais.